# الاتحاد العربي للمحاربين القدماء وضحايا الحرب
الاتحاد العربي للمحاربين القدماء وضحايا الحرب هي منظمة عربية تنظوي تحت جامعة الدول العربية. تهتم لأمور العسكريين القدماء المتقاعدين تأسست عام 1960م.